# 多布林卡區

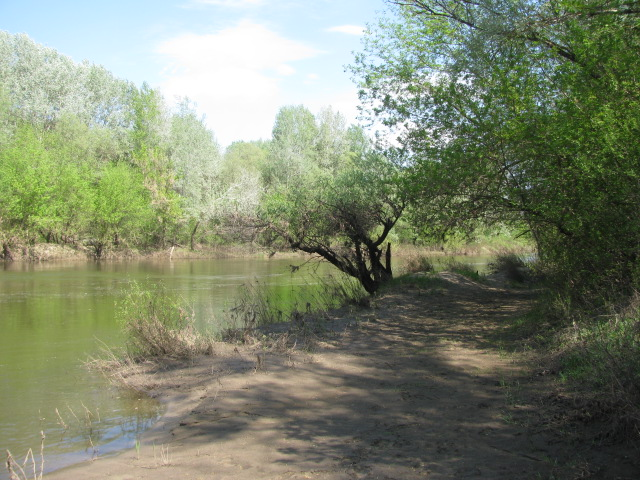

52°10′N 40°28′E / 52.167°N 40.467°E
多布林卡區（俄语：Добринский район），是俄羅斯的一個區，位於該國西部，由利佩茨克州負責管轄，面積1,680平方公里，2010年該區人口37,567，人口密度每平方公里22.36人。